# 海克拉火山
海克拉火山（發音：[ˈhɛhkla] ⓘ），是一座复式火山，也是冰岛最著名的火山之一，外形像是倒扣的船，被当地人称为地狱之门。它坐落在一条50公里长的火山岭上，山体上有多个火山口，主要火山口则有两个。自从1104年第一次记载其爆发后，迄今大约发生了20次有规模的爆发，最近一次爆发在2000年。根据1980年时测量的数据，其岩浆池大约在山体下方8公里处。

## 爆发历史

### 早期
在有记录以前，海克拉火山就发生过多次巨大的喷发，其中公元前1100年左右的那次喷发了大约7.3立方公里的火山灰到大气层之中，在此后的若干年中造成了全球气温的下降。这可能是这一千年中规模最大的一次火山喷发

### 11世纪至15世纪
十一世纪中该火山总共有两次较大的爆发，分别发生在1104年和1158年，其中1104年是历史上第一次被记载到的爆发。这次爆发造成了巨大的伤害，其附近一个名为Þjórsárdalur的村庄被摧毁。12世纪的爆发发生在1206年和1222年。规模都不算很大。1300年的爆发从1300年6月11日开始，持续了近一年时间，喷发了大约1立方公里的岩浆。13世纪的另两次爆发发生在1341年5月19日和1389年。1440年发生的火山爆发规模很小，对其记载也较少。

### 15世纪至19世纪
1510年6月25日的爆发给当地人带来较大损失，甚至在45公里以外都能找到喷发出的火山岩。1554年5月发生的是一次小喷发，1597年1月3日的爆发则持续了6个月的时间。1636年5月8日的喷发也持续了接近一年时间。1693年2月13日，发生的火山喷发再一次造成了巨大损失，喷发物质从14个火山口中喷出，附近的近50个农场被摧毁。1725年的喷发微不足道，1766年4月5日的喷发持续了两年之久，喷发了1.3立方公里的岩浆，造成了当地气候的变化。1845年9月2日，又发生了一次持续近7个月的喷发，喷发的火山灰接近1立方公里。1878年2月27日发生了一次小喷发。

### 20世纪
20世纪的第一次喷发发生在1913年3月25日，主要地点是在火山东部和东北部，1947年3月29日的喷发持续到了1948年4月21日。1970年之后喷发开始频繁起来。1970年5月5日，1980年8月17日，1981年4月9日，1991年1月17日，2000年2月26日，几乎每十年火山就会喷发一次。

## 特点
海克拉火山的熔浆是冰岛火山中唯一含有钙碱性的，再加上其相对频繁的爆发频率和庞大的爆发规模，海克拉火山的岩浆有时被用来帮助确定其他火山的喷发时间。其岩浆可以分为硅酸盐和安山岩两类。冰岛覆盖的火山灰大约有10%来自于该火山，海克拉火山的火山灰中大约含有54%的二氧化硅。

## 文化
冰岛作曲家琼·莱夫斯的管弦乐作品《海克拉火山》被称为“史上最吵的古典音乐作品”。